# FZ Весов
FZ Весов (лат. FZ Librae), HD 136140 — одиночная переменная звезда в созвездии Весов на расстоянии приблизительно 844 световых лет (около 259 парсеков) от Солнца. Видимая звёздная величина звезды — от +7,24m до +6,73m.

## Характеристики
FZ Весов — красный гигант, пульсирующая медленная неправильная переменная звезда (LB) спектрального класса M4III.